# Stanisław Kilian
Stanisław Kilian (ur. 27 sierpnia 1956 w Szczepanowicach) – polski historyk i politolog.

## Życiorys[1]
Studiował w l. 1974–1980 historię w Wyższej Szkole Pedagogicznej w Krakowie i jednocześnie (1975-1980) nauki polityczne na Uniwersytecie Jagiellońskim. Doktorat w zakresie nauk politycznych uzyskał w 1990 w WSP. W 2001 habilitował się na Uniwersytecie Wrocławskim. Profesor nadzwyczajny Uniwersytetu Pedagogicznego w Krakowie. Odznaczony m.in. Srebrnym Krzyżem Zasługi (2000).

## Wybrane publikacje[1]
- Koncepcja wychowania narodowego w myśli politycznej Obozu Wielkiej Polski(1926-1933), Kraków 1990
- Myśl edukacyjna Narodowej Demokracji w latach 1918-1939, Kraków 1997
- Myśl społeczno-polityczna Tadeusza Bieleckiego, Kraków 2000